# 訴諸自我知識
訴諸自我知識（Argument from self-knowing）是一種不相干的謬誤，主張如果一件事是真的，我一定會知道，而我不知道，因此那件事不是真的。

## 示例
例1

如果這草藥真能治癒末期癌症，一定會引發喧然大波，但我在醫界和學術界這麼久都沒聽過這件事，因此這草藥一定沒這種效果。

例2

如果我不是爸媽生的，我早就會知道了，但我根本不知道這回事，因此我一定是爸媽生的。

例3

如果教養方式有影響，那我的養女和親女兒應該會有相似之處，但她們兩個的性格完全不同，所以教養對子女沒有影響

例4

科學家說全球暖化，但為什麼我家的冬天比以前還要更冷？所以全球暖化根本是騙局。

例5

就我所見，玩某游戏的人和研讀抽象代數的人之間沒有交集，他每天都在玩这款游戏，因此一定不懂抽象代數。

例6

我從沒聽說過有任何人發現過一個演算法，可以在多項式時間內解決任何一個NP完全問題，因此P不等於NP。

例7

就我對科學和醫學的了解，不打麻藥從活人身上摘取器官是極度困難、甚至根本不可能的，所以無辜持不同政見者被強制活摘器官的報導都是假的。

例8

現時沒有科學證據證明外星人的存在，所以宇宙沒有外星人。

例9

現時沒有科學證據證明鬼魂存在，所以世界上沒有鬼魂。

### 反例
訴諸自我知識未必總是不可取，須視情況考慮合理與否，如果有充分的客觀證據支持自我知識，那這未必是謬誤。例如：
例1

這種添加物已經吃了幾十年，如果它有嚴重的毒性，一定會有很多證據，但我們目前從未聽聞，因此這種添加物不會有嚴重的毒性。

## 相關概念
- 訴諸無知
- 訴諸難以置信
- 不相干的謬誤
- 非我所創

## 外部連結
- （英文）Logical Fallacy: Appeal to Ignorance（页面存档备份，存于）